# Coleophora amentastra
Coleophora amentastra é uma espécie de mariposa do gênero Coleophora pertencente à família Coleophoridae.